# Alpi Aviation
Alpi Aviation ist ein italienischer Hersteller von Flugzeugen, Hubschraubern, Drohnen und Flugzeug-Bausätzen.

## Geschichte
Auf Grundlage von Erfahrungen Mitte der 1990er Jahre mit dem „Asso“-Flugzeugprojekt baute 1998 eine Gruppe von Amateur-Flugzeugbauern das erste Ultraleichtflugzeug mit der Modellbezeichnung „Pioneer 300“. Mit fortschrittlicher Technik wie z. B. einem einziehbaren Fahrwerk, einem Rumpf aus kohlenstofffaserverstärktem Kunststoff und betankbaren Flügeln erreicht das Flugzeug 295 km/h Spitzengeschwindigkeit. Durch die Verwendung von Kohlenstofffasern und Holzelementen blieb man trotzdem innerhalb der Vorgaben für Ultraleichtflugzeuge.
1999 wurde das Unternehmen Alpi Aviation S.r.l. gegründet. Die Firma entstand in der Provinz Pordenone, einer historischen Luftfahrtstätte. Bereits 1910 wurde dort die erste italienische Flugschule gegründet. Auf dem Luftweg war das Unternehmen über den nahegelegenen Flugplatz „La Comina“ erreichbar. Die Produktionslinie der Pioneer 300 begann mit einer Mischung von Handarbeit und industrieller Fertigung. Die erste Bestellung kam im selben Jahr aus Deutschland. Im Jahr 2000 begann man mit der Teilnahme an Flugshows in den USA, um das dortige Publikum auf das junge Unternehmen aufmerksam zu machen. Zum Ende des Jahres wurden die Pläne für das nächste Flugzeug, der Pioneer 200 fertiggestellt. Im Jahr 2001 stieg die Anzahl der Bestellungen für die Pioneer 300 stetig und weitere ausländische Märkte wurden beliefert. Das kleinere und leichtere UL-Modell Pioneer 200 wurde präsentiert.
2002 wurde ein Neubau der Flugzeugwerft notwendig; die bisherigen Kapazitäten waren ausgereizt. Weitere Exporte in Überseeländer steigerten den Absatz kontinuierlich. In den Folgejahren wurden spezielle Kunstflugversionen (z. B. Pioneer 330) entwickelt. Interne Qualitätstests und Anstrengungen zur Erfüllung weiterer Standards der unterschiedlichsten Zulassungsbehörden weltweit erforderten anhaltende Investitionen, Personalaufbau und Weiterqualifikationen für die Beschäftigten. Ein zweiter Produktionsstandort wurde in Kroatien eröffnet. Im gleichen Jahr wurde die separate Entwicklungsgesellschaft AARD (Alpi Aviation Advanced Research Division) gegründet. In ihrer Verantwortung werden unbemannte Fluggeräte entwickelt.
Im Februar 2007 wurde die Drohne Strix vorgestellt, die mit Unterstützung des Unmanned Technologies Research Institute (UTRI) mit Sitz in Rom entstand und über die Fa. SELEX Galileo, einem Tochterunternehmen des Rüstungs- und Technologiekonzerns Leonardo S.p.A. vertrieben wird.
Zur Friedrichshafener Luftfahrtausstellung Aero im April 2009 wurde das erste viersitzige Flugzeug des Unternehmens, die Pioneer 400 vorgestellt. Sie ist mit einem Einziehfahrwerk und einem Rotax 912 S Triebwerk ausgestattet.

## Produkte
Die aktuelle Produktpalette umfasst Privatflugzeuge (Einmotorige Flugzeuge/Ultraleichtflugzeuge), unbemannte Luftfahrzeuge UAV, Hubschrauber und Flugzeugbausätze.

### Flugzeuge

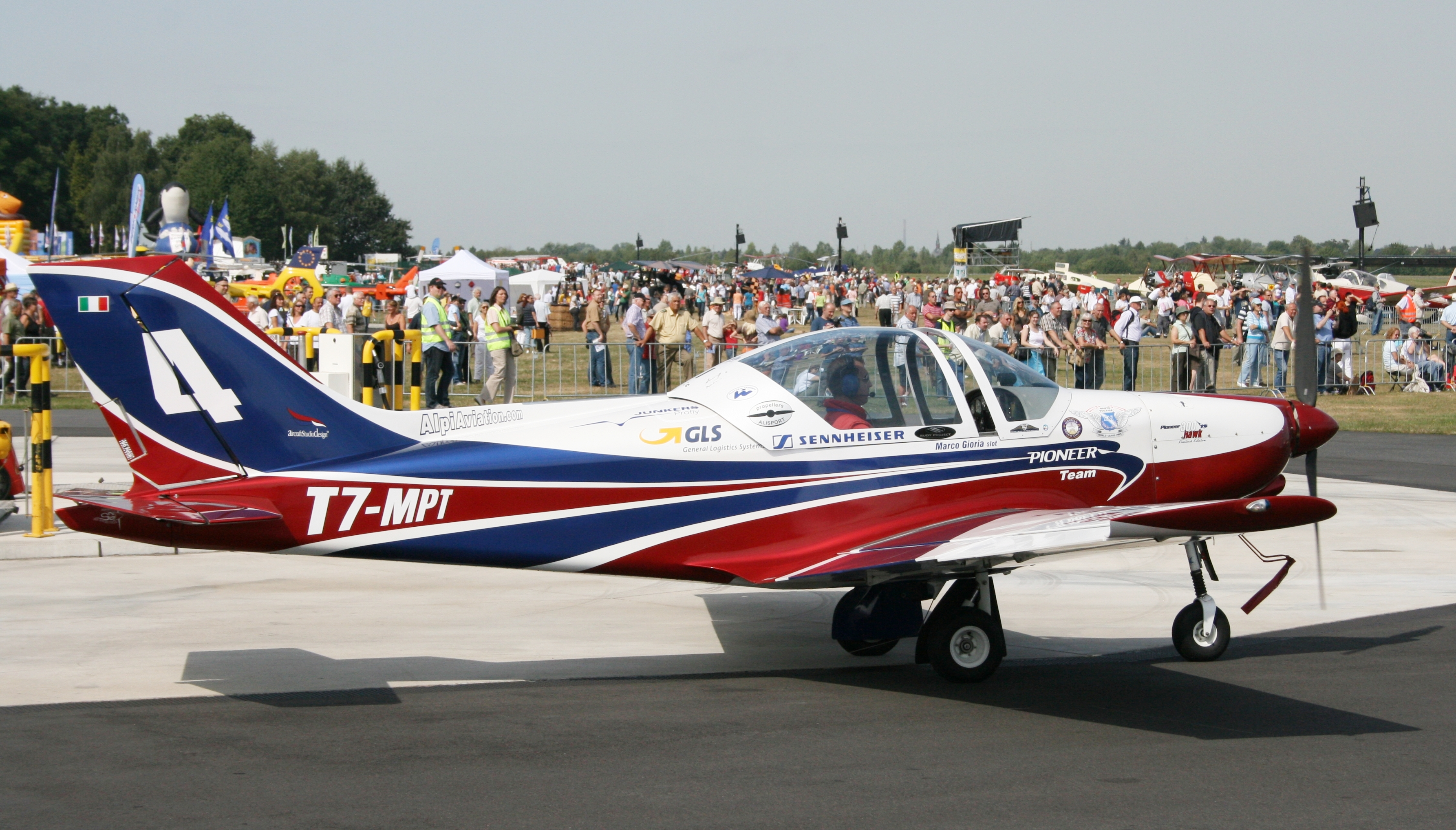
Alpi Pioneer 330 (2009)

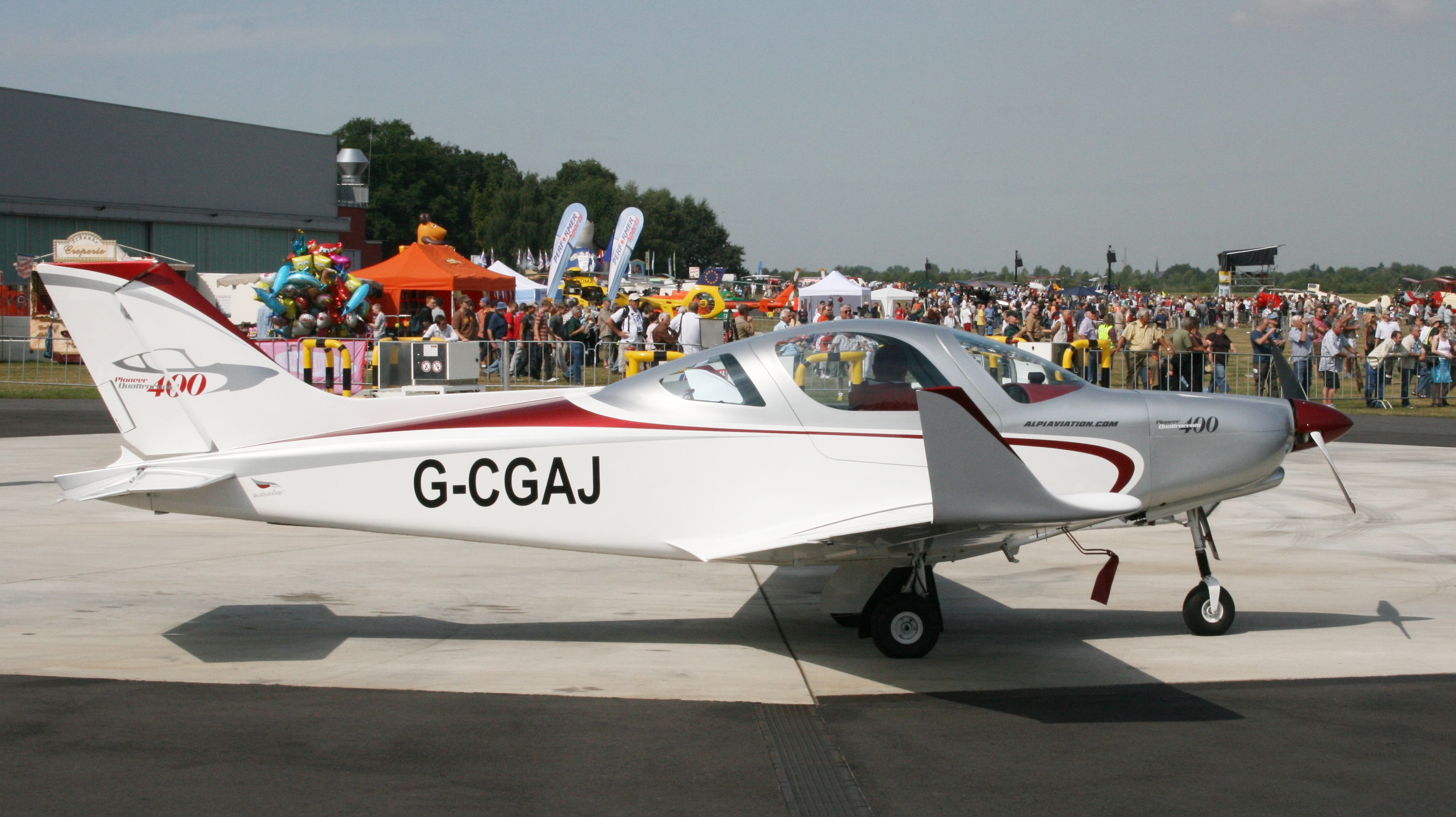
Alpi Pioneer 400 Quattrocento (2009)

- Pioneer 200 UL
- Pioneer 200 STD
- Pioneer 200 SAUER
- Pioneer 200 Sparrow
- Pioneer 200 Beluga

- Pioneer 300 UL
- Pioneer 300 STD
- Pioneer 300 Turbo
- Pioneer 300 Hawk
- Pioneer 330 ACRO

- Pioneer 400 Quattrocento

### Hubschrauber

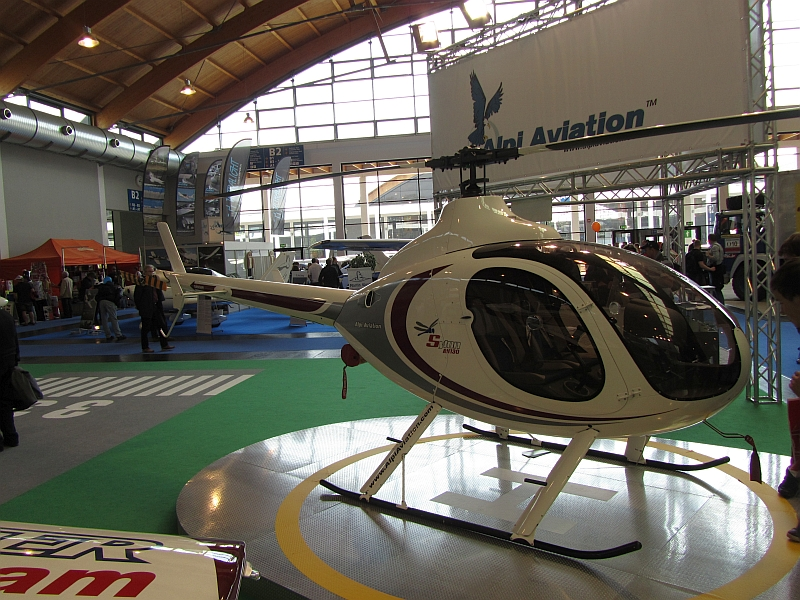
Syton AH130

- Syton AH130

Ein Hubschrauber mit Turbinenantrieb basierend auf der RotorWay Exec.

### UAV
- Strix (zusammensetzbare Drohne)

### Flugzeugbausätze
- Pioneer 200 EUROKIT
- Pioneer 200 Advanced Kit
- Pioneer 300 EUROKIT
- Pioneer 300 Advanced Kit

## Vertrieb
Vertriebsniederlassungen unterhält Alpi Aviation in den USA, Deutschland, Österreich, Schweiz, Niederlande, Belgien, Vereinigtes Königreich, Frankreich, Australien, Griechenland, Südafrika, Rumänien, Iran.